# José Mourinho
José Mário dos Santos Mourinho Félix (Setúbal, 26 de gener de 1963) és un entrenador de futbol, actualment al Fenerbahçe SK de Turquia. Al llarg de la seva carrera ha entrenat diferents clubs com el Chelsea FC (en dues ocasions), l'Inter de Milà el Reial Madrid i el Manchester United FC. És fill del porter de futbol portuguès Félix Mourinho. El 2010 va ser nomenat millor entrenador de l'any per l'IFFHS i va guanyar el FIFA Pilota d'Or 2010 al millor entrenador.

## Carrera

### Primers anys
José Mourinho va nàixer en Setúbal, el seu pare va ser Félix Mourinho, qui en la seua joventut va jugar al futbol en la posició de porter, i en la seua edat adulta va exercir com a entrenador de futbol, i la seua mare va ser Maria Julia, qui s'ocupava com professora en una escola en Portugal. El seu entorn familiar es caracteritzà per tenir una gran tradició futbolística, ja que en la seua infància José Mourinho veia jugar al seu pare com a porter, a més del fet que el seu avi va ser president del club de futbol Vitória de Setúbal. Des de menut, José va mostrar aptituds pel maneig i l'organització d'un equip de futbol, perquè ja des d'una edat primerenca feia informes i expedients per als partits que dirigiria el seu pare.
Estudià al ISEF - Institut Superior d'Educaço Física (una escola d'educació física a Lisboa que avui és la Faculdade de Motricidade Humana de la Universitat Tècnica de Lisboa). Un poc abans d'eixa època, Mourinho va tenir un altercat amb un mestre de matemàtiques en l'escola mitjana. Açò va propiciar que ell tardara a graduar-se, perquè aquest incident va succeir durant l'últim any de la seua educació mitjana. José va haver de deixar l'escola, però va tornar prompte per a passar l'examen de matemàtiques i completar el 12è grau. Durant el lapse que José no va assistir a l'escola, la seua mare -que en realitat volia que ell estudiara Administració d'empreses en comptes d'Educació Física-, el va inscriure en una escola privada d'Administració. No obstant això José va notar des del primer dia que no tindria cap futur en eixa professió, i eixe mateix dia deixà l'escola d'Administració. Es va unir al seu pare en Vila do Conde, on este era el director tècnic del Rio Ave F.C. A l'any següent Mourinho va poder ingressar al ISEF. Cinc anys després, va obtenir el grau en Educació Física, amb especialitat en Metodologia en Esports.
Mourinho va completar el curs de la UEFA per a director tècnic de futbol a Escòcia per a després tornar a Portugal per a treballar com a entrenador en una escola secundària.
Posteriorment Mourinho va deixar el seu treball com a entrenador escolar en rebre una invitació per a treballar amb l'entrenador Manuel Fernández en Estrela d'Amadora. En els anys 90, va tornar al seu lloc d'origen com assistent en el Vitória de Setúbal. Més tard Mourinho va començar a ser conegut com el traductor, a causa del seu treball al costat de Sir Bobby Robson. Amb ell José es va ocupar com traductor (tècnicament era el seu intèrpret), primer en el Sporting i després en el FC Porto.
El portuguès va seguir a Robson quan aquest últim va partir al FC Barcelona el 1996. Quan Robson va deixar l'equip blaugrana per a dirigir al PSV Eindhoven d'Països Baixos, Mourinho va romandre en el Camp Nou per a treballar amb el tècnic que va reemplaçar a Robson, el tècnic neerlandès Louis van Gaal. A mesura que transcorria el temps, Mourinho va començar a participar activament en les sessions d'entrenament i en les reunions on es discutien qüestions tàctiques, fins i tot arribà a dirigir al FC Barcelona B i al primer equip en els partits de la Copa Catalunya durant l'última temporada que va romandre a Barcelona.

### Benfica i Unio de Leiria
José Mourinho va decidir que en finalitzar la temporada 1999-2000 amb el FC Barcelona havia acabat també el seu cicle com assistent d'entrenador. A causa d'això, va tornar a Portugal per a dirigir a algun equip d'eixe país. La temporada 2000-2001 va començar i ell es trobava aturat. La seua oportunitat de convertir-se en director tècnic finalment va arribar al setembre del 2000, quan João Vale e Azevedo li va oferir el lloc d'entrenador d'un dels clubs més importants de Portugal, el Benfica de Lisboa. Mourinho va reemplaçar Jupp Heynckes en la quarta jornada de la Superlliga portuguesa. Mourinho va escollir a Carlos Mozer, un defensa retirat però respectat en el Benfica, com el seu assistent.
Mentre en el plànol esportiu Mourinho i Mozer es tornaven populars, especialment després de vèncer per 3-0 als eterns rivals, l'Sporting, l'elecció del cos directiu del Benfica no va afavorir al llavors president João Val i Azevedo. El nou president electe del club va ser Manuel Vilarinho, qui prenc possessió amb un nou projecte per a l'equip que incloïa a altre mànager, Toni, una llegenda per al club i admirat pels fans. Encara que Vilarinho no tenia la intenció immediata de tirar a Mourinho, aquest va decidir sol·licitar una extensió de contracte a la meitat de la temporada, ja que el contracte signat amb João Val e Azevedo era només d'una temporada amb la possibilitat d'estendre'l a quatre anys només si Azevedo guanyava les eleccions. El nou president del Benfica va rebutjar la sol·licitud. Mourinho va deixar al Benfica (just després de nou partits dirigint a l'equip) el 5 de desembre del 2000.
Vilarinho va dir temps després en una entrevista que si Mourinho haguera romàs en el club i guanyat la lliga portuguesa, ell podria haver-li estés el contracte. No obstant això, per a Mourinho les coses no resultaven tan senzilles, perquè treballar sota una nova directiva que públicament afirmava que el seu projecte el portaria a terme Toni no resultava de cap manera còmode. Mourinho va posar en els següents termes els motius pels quals va demanar una extensió de contracte: "Era tot o res. Estime el meu treball i haguera desitjat romandre en eixe club. Ells ja havien tingut el temps suficient per a conèixer el meu treball i els meus mètodes, de manera que l'única cosa que demanava eren les condicions necessàries per a treballar. O em garantien aquelles condicions o jo deixava a l'equip. Després del 3-0 sobre el Sporting ja podien prendre una decisió. Era l'única forma de saber si era una possibilitat real per a mi seguir amb el lloc o devia solament esperar que arribarà el meu successor. La qüestió era prendre una decisió, ells i jo en eixe moment."
Mourinho quedà novament aturat. Va haver-hi rumors sobre una possible contractació per part del Sporting que en aquella mateixa setmana va acomiadar al seu entrenador Augusto Inácio després de la dolorosa derrota davant el Benfica. José va tornar a dirigir a un equip només fins a la següent temporada, la 2001-2002, en prendre al Unio de Leiria, un equip no gaire popular de mitja taula, qui de la mà de Mourinho van arribar al cinquè lloc de la taula general a mitja temporada, incidentalment només un lloc sota Benfica. Mourinho novament va deixar al club que dirigiria, en aquesta ocasió a causa d'una circumstància molt distinta, una oferta per a dirigir a un club més important en la Superlliga portuguesa.

### FC Porto
Mourinho va ser triat el gener del 2002 pel FC Porto per a reemplaçar a Octávio Machado com manager, a causa dels dolents resultats de l'equip i insatisfacció que regnava en l'equip, pel fet que el club estava quasi fora de la lluita pel títol de lliga i estaven a la vora de no qualificar per a qualsevol competició europea. Mourinho guià al club fins al tercer lloc de la taula dirigint 15 jocs (11 triomfs, 2 empats i 2 derrotes) i va prometre que el club guanyaria el títol el següent torneig.
Mourinho identificà ràpidament als jugadors que podrien ser l'espina dorsal de l'alineació perfecta per al FC Porto: Ricardo Carvalho, Costinha, Deco, Dmitri Alénitxev i Postiga. Ell li torna el braçalet de capità a Jorge Costa. Aquest s'havia anat cedit per sis mesos al Charlton Athletic (després d'una disputa amb Machado). Les contractacions d'eixe estiu inclogueren a Nuno Valente i Derlei del Leiria, Paulo Ferreira del Vitória Setúbal, Pedro Emanuel del Boavista FC i Edgaras Jankauskas i Maniche, qui acabaven contracte en aqueix any amb el Benfica. Maniche havia estat fins i tot en els reserves del Benfica.
Durant la pretemporada, Mourinho publica en el website del club els informes detallats dels entrenaments de l'equip. Els informes estaven plens de vocabulari formal. Per exemple, ell es va referir a una pràctica de jog de 20 km com un exercici aeròbic estés. Mentre alguns es burlaven amb desdeny d'aquesta acció, uns altres li van lloar per la innovació i per dur un tractament més científic a les velles formes d'entrenament que es practicaven a Portugal. Un dels aspectes més importants per a Mourinho en el FC Porto era la pressió que havia d'exercir el seu equip. Quan iniciava una línia ofensiva, ell li cridava "pressão alta" ("pressió alta"). Les habilitats físiques i combatives dels defensors i els centrecampistes com Derlei, Maniche i Deco li van permetre al FC Porto aplicar pressió a les línies ofensives i forçar als rivals a concedir la pilota o a provar les passades per molt més temps.
En el 2003, Mourinho va guanyar la seua primera Superlliga amb un rècord de 27 triomfs, 5 empats i 2 derrotes, amb onze punts de diferència per sobre el Benfica. L'equip va assolir un total de 86 punts de 102 possibles, això era un rècord per a la lliga portuguesa des que la regla de tres punts per triomf havia estat introduïda. Mourinho va trencar el rècord de 85 punts assolit pel mateix FC Porto en la temporada 1996/97. Mourinho també guanyà la Copa Portuguesa (contra el seu antic club el Leiria) i la Copa de la UEFA en la final celebrada al maig del 2003 a Sevilla contra el Celtic de Glasgow.
La següent temporada va ser la més reeixida del FC Porto, perquè va assolir el seu 20è campionat de la Superlliga portuguesa. El club va assolir un registre quasi perfecte jugant de local, amb vuit punts d'avantatge sobre el seu més pròxim perseguidor i amb només una derrota davant el Gil Vicente FC. El FC Porto assegurà el títol des de cinc jornades abans que la temporada concloguera, mentre es mantenien competint al mateix temps en la Lliga de Campions. El FC Porto va perdre la Copa de la lliga portuguesa davant el Benfica al maig del 2004, però dues setmanes després Mourinho va guanyar el trofeu més important a nivell de clubs a Europa, la Lliga de Campions, amb una victòria de 3-0 sobre l'AS Mònaco de França en l'Arena AufSchalke a Gelsenkirchen, Alemanya. El club havia eliminat abans al Manchester United FC, a l'Olympique de Lió i al Deportivo de La Coruña. El club només va pedre un partit contra el Reial Madrid en la ronda de grups.
Mentre Mourinho romania en el FC Porto, va ser vinculat amb alguns dels grans clubs europeus, incloent-hi el Liverpool i el Chelsea. Mourinho va declarar públicament la seua preferència per dirigir al Liverpool per sobre del Chelsea. Ell va declarar que "el Liverpool és un equip que interessa a qualsevol, i el Chelsea és un club que no m'interessa tant, perquè és un projecte naixent de bon tros, massa diners invertits. Creia que el Chelsea és un projecte molt ambiciós però fràgil. Si l'equip no guanyava tot, llavors Abramovitx podria retirar-se i traure tots els seus diners del club. És un projecte incert. És molt interessant per a un director tècnic tenir diners per a contractar a jugadors de gran qualitat, però ningú pot estar segur que semblant projecte tindrà èxit."

### Chelsea FC
Mourinho arribà al Chelsea FC el juny del 2004, tot reclutant al seu equip de treball provinent del FC Porto, fitxant a més a jugadors com Tiago Mendes, Didier Drogba, Mateja Kežman, Ricardo Carvalho i Paulo Ferreira.
Sota el comandament de Mourinho, el Chelsea aconseguí desenvolupar i imposar tot el seu potencial, guanyant aquell any la Copa de la Lliga i la primera Premier League després de 50 anys de sequera, precisament l'any que el Chelsea FC celebrava el seu primer centenari. Per altra banda, l'equip quedà eliminat a semifinals de la Champions League.
Per la següent temporada, la 2005/06, l'equip revalidà el títol de Lliga després d'una llarga disputa al llarg de tot el campionat amb el Manchester United FC, alhora que guanyà la Community Shield.
La temporada 2006/07 es caracteritzà per una contínua especulació sobre la possible marxa de Mourinho, per les seves males relacions amb el propietari del club, Roman Abramóvitx i per la seva lluita de poder amb el director esportiu, Frank Arnesen. Malgrat tot, l'equip guanyà novament la Copa de la Lliga i la Copa anglesa, si bé no pogué revalidar el títol lliguer.
L'any següent, el Chelsea FC batí el rècord a Anglaterra de major nombre de partits sense perdre a casa amb 64, això no obstant, l'inici de temporada no fou tan espectacular com en anys anteriors, fet que provocà que per mutu acord amb la directiva, Mourinho fos cessat en el seu càrrec, essent substituït per Avram Grant.

### Inter de Milà
Després d'un temps buscant equip on se'l relacionà amb diferents clubs, Mourinho finalment fitxà al juny de 2008 per l'Internazionale Milano Football Club on fitxà els jugadors Ricardo Quaresma, Sulley Muntari i Alessandro Mancini. En el seu primer any a Itàlia guanyà la Supercopa italiana i la Lliga italiana i durant la segona temporada, el triplet: Lliga, Copa i Lliga de Campions.

### Reial Madrid
El 28 de maig de 2010 es confirmà que Mourinho es faria càrrec del Reial Madrid a partir de la temporada 2010-2011. Com a segon entrenador va anomenar Aitor Karanka. El 29 d'agost va debutar a la lliga, empatant a 0 a l'Iberostar Estadi contra el RCD Mallorca.
Com a entrenador del Reial Madrid aconsegueix la Copa del Rei 2010-11, la Lliga Espanyola 2011-12 batent el rècord històric de punts i gols en la competició i amb nou punts d'avantatge sobre el segon classificat, i la Supercopa d'Espanya 2012. Amb aquests títols, és l'únic entrenador del món que ha aconseguit guanyar lliga, copa i supercopa a Portugal, Anglaterra, Itàlia i Espanya.

### Chelsea FC (segona etapa)
El juliol de 2013 tornà al Chelsea. A la seva primera temporada el Chelsea guanyà la Premier amb 8 punts d'avantatge sobre el segon classificat, guanyant a més la Copa de la Lliga.
Va ser destituït el 17 de desembre del 2015 a causa dels mals resultats del Chelsea a la Premier (quatre victòries, tres empats i nou derrotes en 16 jornades), a un sol punt de la zona de descens i eliminat de la Capital One Cup, tot i que l'equip es classificà pels vuitens de final de la Lliga de Campions.

### Manchester United
El 27 de maig de 2016 el Manchester United FC, després d'acomiadar Louis Van Gaal, va fer oficial el fitxatge de Mourinho com a entrenador per les següents tres temporades, fins al juny de 2019.
El 18 de desembre del 2018, després de començar la temporada amb només 7 victòries en els primers 17 partits, deixar el Manchester United 19 punts per sota dels líders i amb forts rumors d'haver perdut el control del vestidor, Mourinho va ser destituït del seu càrrec.

### Tottenham Hotspur
El 20 de novembre de 2019, Mourinho fou nomenat entrenador del Tottenham Hotspur amb un contracte per quatre anys, en substitució del cessat Mauricio Pochettino.

## Trajectòria esportiva

### Com a assistent tècnic
- Sporting de Lisboa: 1992-1994 (ajudant de Bobby Robson)
- FC Porto: 1994-1996 (ajudant de Bobby Robson)
- Futbol Club Barcelona: 1996-1997 (ajudant de Bobby Robson) i 1997-2000 (ajudant de Louis Van Gaal)

### Com a primer entrenador
- SL Benfica: 2001-2002
- FC Porto: 2002-2004
- Chelsea FC: 2004-2007
- Inter de Milà: 2008-2010
- Reial Madrid: 2010-2013
- Chelsea FC: 2013-2015
- Manchester United FC: 2016-2018
- Tottenham Hotspur FC: 2019-2021
- AS Roma: 2021-2024
- Fenerbahçe SK: 2024-actualitat

## Palmarès

### Com a assistent tècnic
FC Porto
- 2 Lligues portugueses: 1994-95, 1995-96
- 1 Copa portuguesa: 1993-94
- 1 Supercopa portuguesa: 1994

FC Barcelona
- 1 Recopa d'Europa: 1996-97
- 1 Supercopa d'Europa: 1997
- 2 Lligues espanyoles: 1997-98, 1998-99
- 2 Copes del Rei: 1996-97, 1997-98
- 1 Supercopa d'Espanya: 1996

### Com a primer entrenador
FC Porto
- 1 Lliga de Campions: 2003-04
- 1 Copa de la UEFA: 2002-03
- 2 Lligues portugueses: 2002-03, 2003-04
- 1 Copa portuguesa: 2002-03
- 1 Supercopa portuguesa: 2003

Chelsea FC
- 3 Lligues angleses: 2004-05, 2005-06, 2014-15
- 1 Copa anglesa: 2006-07
- 3 Copes de la Lliga anglesa: 2004-05, 2006-07, 2014-15
- 1 Community Shield: 2005

FC Inter de Milà
- 1 Lliga de Campions: 2009-10
- 2 Lligues italianes: 2008-09, 2009-10
- 1 Copa italiana: 2009-10
- 1 Supercopa italiana: 2008

Real Madrid CF
- 1 Lliga espanyola: 2011-12
- 1 Copa del Rei: 2010-11
- 1 Supercopa d'Espanya: 2012

Manchester United FC
- 1 Lliga Europa de la UEFA: 2016-17
- 1 Copa de la Lliga anglesa: 2016-17
- 1 Community Shield: 2016

AS Roma
- 1 Lliga Europa Conferència de la UEFA: 2021-22